# Podražcovité
Podražcovité (Aristolochiaceae) je čeleď tzv. „nižších dvouděložných“ rostlin z řádu pepřotvaré (Piperales). V moderním pojetí dle APG (systém APG IV z r. 2016) zahrnuje kromě dvou tradičních podčeledí (podražcové a kopytníkové) i dvě do té doby samostatné čeledi Lactoridaceae a Hydnoraceae (je možno je považovat za podčeledi Lactoridoideae a Hydnoroideae). Protože obě tyto skupiny (zejména nezelené parazitické Hydnoroideae) zahrnují silně modifikované zástupce, je obtížné čeleď podražcovitých jednotně charakterizovat. Jejich nejnápadnějším společným znakem jsou trojčetné květy s redukovanou korunou. Podražcovité najdeme na všech kontinentech světa (kromě Antarktidy), většina druhů je teplomilná, ale dva druhy se vyskytují i v přírodě Česka. 

## Taxonomie, fylogeneze
|  | kopytník (Asarum) |
|  |                   |
|  | saruma (Saruma)   |
|  |                   |

|  | Hydnora     |
|  |             |
|  | Prosopanche |
|  |             |

|  | Thottea                 |
|  |                         |
|  | podražec (Aristolochia) |
|  |                         |

|  | Hydnora     |
|  |             |
|  | Prosopanche |
|  |             |

|  | Thottea                 |
|  |                         |
|  | podražec (Aristolochia) |
|  |                         |

|  | Hydnora     |
|  |             |
|  | Prosopanche |
|  |             |

|  | Thottea                 |
|  |                         |
|  | podražec (Aristolochia) |
|  |                         |

|  | Hydnora     |
|  |             |
|  | Prosopanche |
|  |             |

|  | Thottea                 |
|  |                         |
|  | podražec (Aristolochia) |
|  |                         |

|  | kopytník (Asarum) |
|  |                   |
|  | saruma (Saruma)   |
|  |                   |

|  | Hydnora     |
|  |             |
|  | Prosopanche |
|  |             |

|  | Thottea                 |
|  |                         |
|  | podražec (Aristolochia) |
|  |                         |

|  | Hydnora     |
|  |             |
|  | Prosopanche |
|  |             |

|  | Thottea                 |
|  |                         |
|  | podražec (Aristolochia) |
|  |                         |

|  | Hydnora     |
|  |             |
|  | Prosopanche |
|  |             |

|  | Thottea                 |
|  |                         |
|  | podražec (Aristolochia) |
|  |                         |

|  | Hydnora     |
|  |             |
|  | Prosopanche |
|  |             |

|  | Thottea                 |
|  |                         |
|  | podražec (Aristolochia) |
|  |                         |

Čeleď podražcovitých v současném širokém pojetí (tedy v pojetí systému APG IV) je jen obtížně charakterizovatelná, neboť dvě ze čtyř evolučních linií (podčeledí), které jsou do čeledi řazeny, jsou morfologicky značně odvozené a jejich příbuzenské vztahy odhalily až molekulárně-fylogenetické studie počátkem tohoto tisíciletí. Jakýmsi tradičním jádrem podražcovitých jsou podčeledi podražcové (Aristolochioideae) a kopytníkové (Asaroideae), jejichž vzájemné vztahy byly rozpoznány již botaniky 18. století. Kromě nich je do čeledi od r. 2016, kdy byl systém APG IV publikován, řazen v podčeledi Lactoridoideae také Lactoris fernandeziana, což je drobnolistý keř endemický na ostrovech Juana Fernándeze, a jako podčeleď Hydnoroideae dva rody bývalé čeledi Hydnoraceae, což jsou bizarní nezelení kořenoví holoparazité. Důvodem pro zahrnutí těchto morfologicky výrazně odlišných rostlin mezi podražcovité je fakt, že podle výsledků fylogenetických studií jsou (pravděpodobně) jak Hydnoroideae, tak Lactoridoideae podražcovým evolučně bližší nežli kopytníkové. Tradičně pojímaná čeleď podražcovité je tudíž parafyletická. Alternativním, někdy preferovaným, přístupem je ponechat Hydnoraceae a Lactoridaceae jako samostatné čeledi a od čeledi podražcovitých oddělit samostatné kopytníkovité rostliny jako další čeleď.
 

Do čeledi je řazeno celkem 6 rodů, ale rozmanitý a druhově bohatý rod podražec (Aristolochia) bývá někdy rozdělován na několik menších monofyletických rodů (Isotrema, Endodeca, Pararistolochia, Aristolochia s str.).

Zástupci čtyř podčeledí podražcovitých
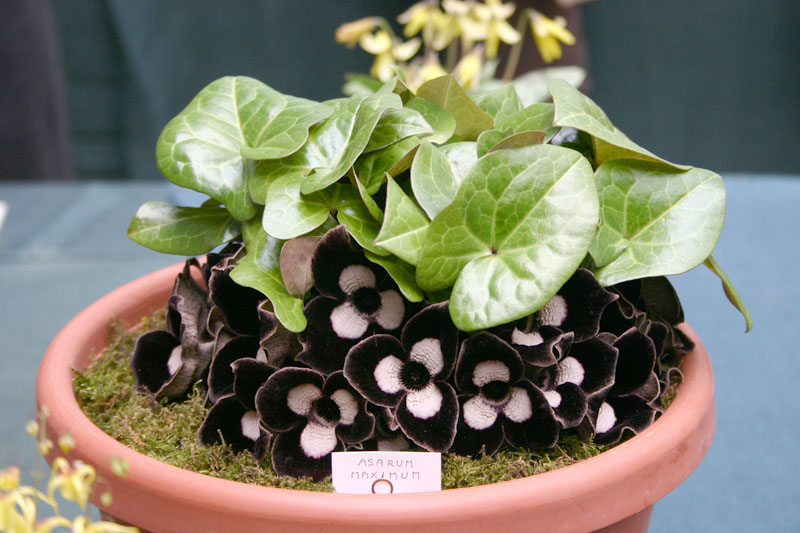
Kopytníky rozkvétají zpravidla přízemními kvítky
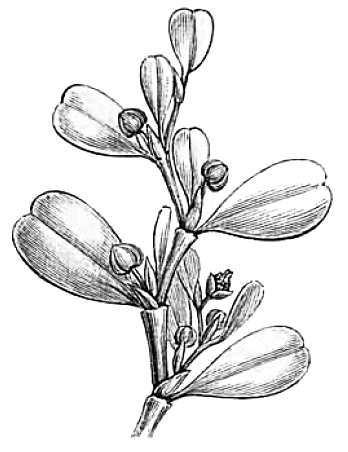
Lactoris je nenápadně kvetoucí keřík
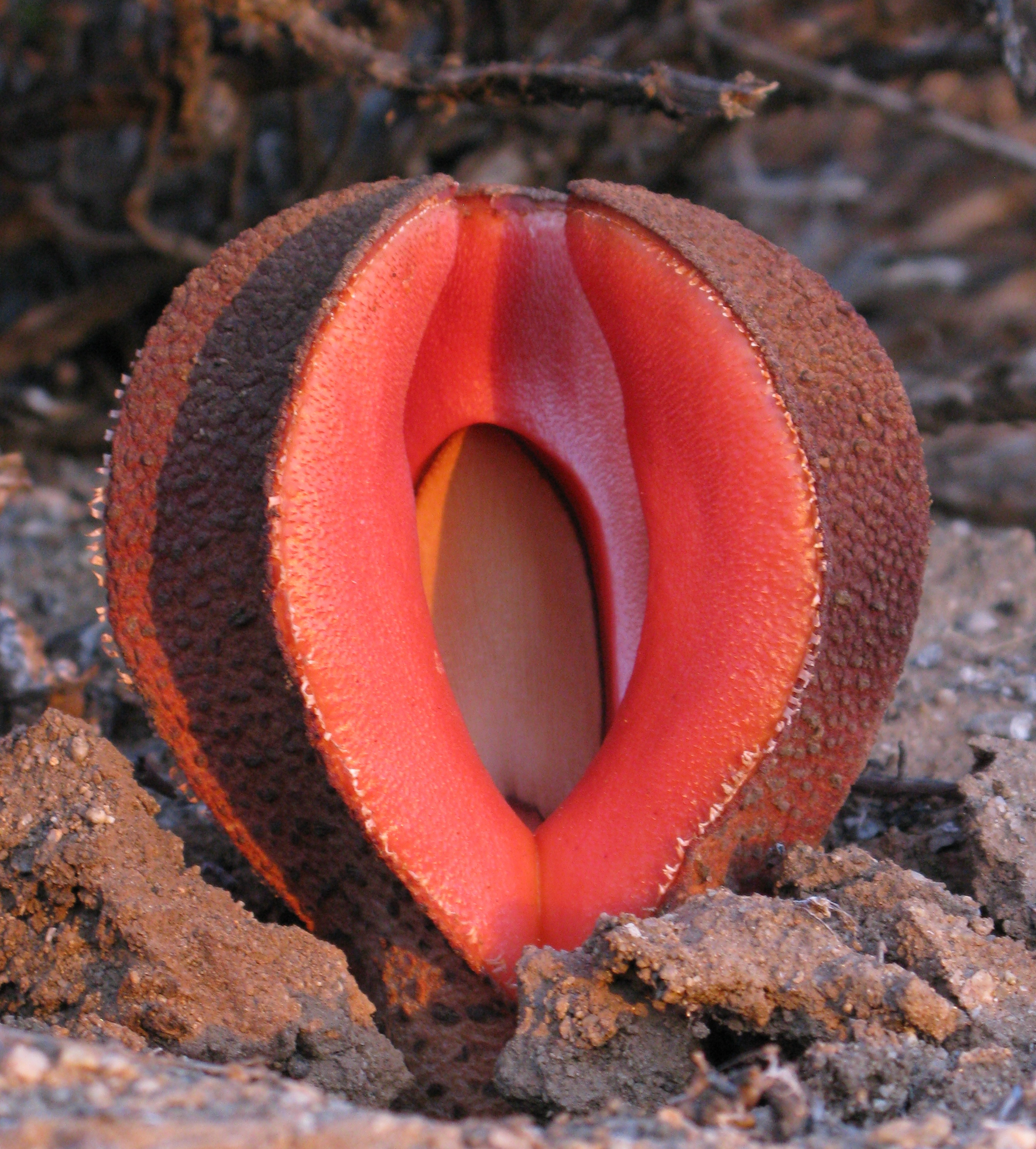
Hydnory jsou podzemní rostliny, ale rozkvétají nad zemí
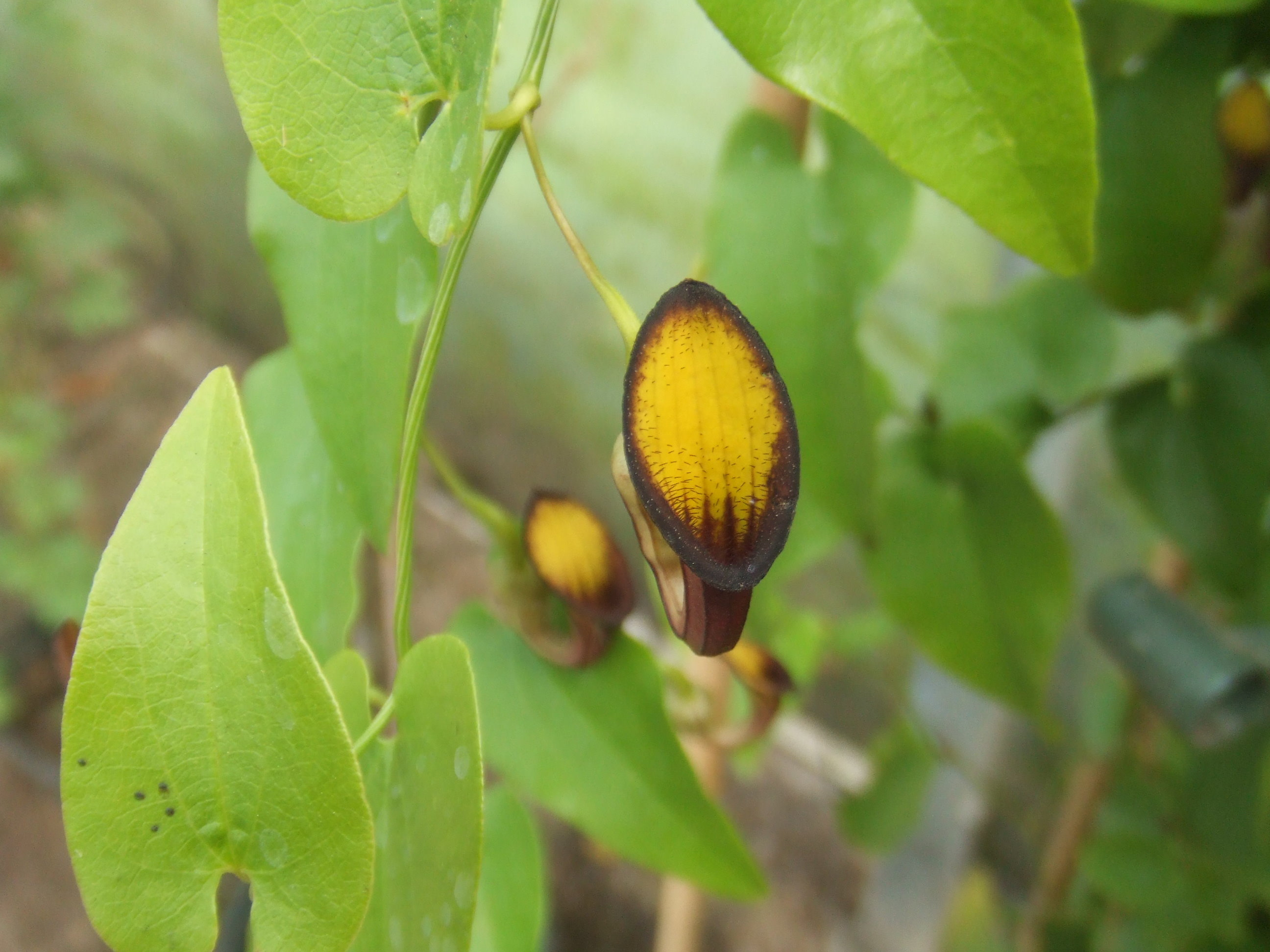
Květy podražců jsou trubkovité a často netradičně tvarované

## Charakteristika

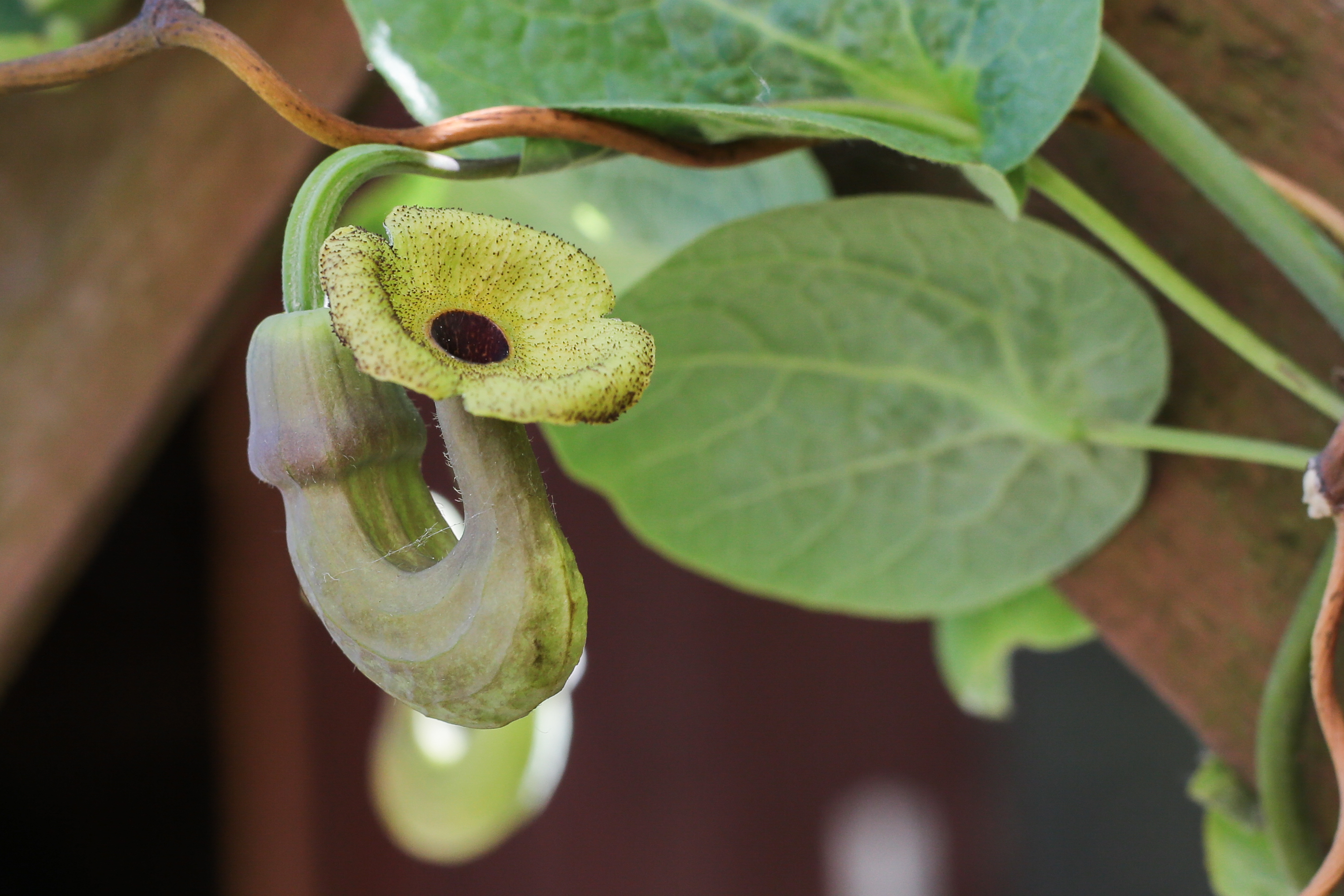
Květy podražců jsou zřetelně souměrné, jejich kalich srůstá do prohnutého trubkovitého útvaru, může být trojcípý; výrazný semeník je spodní

Za nápadný společný znak podražcovitých lze považovat okvětí ve formě trojčetného kalicha, koruna (s výjimkou rodu Saruma) chybí. U některých druhů rodu Hydnora je kalich čtyřčetný. Kalich může být zelenavý a nenápadný (Lactoris) nebo je nápadně vybarvený, většinou je pravidelný, u zástupců početného rodu podražec (Aristolochia) je zpravidla naopak výrazně souměrný a navíc po odkvětu opadavý. Kališní listy jsou často alespoň na bázi srostlé, u rodu Lactoris jsou ale volné. Tyčinky, jichž je původně 6 a jež jsou uspořádány do jednoho nebo více kruhů, mívají krátkou nitku. Jejich počet ale varíruje od 3 (Hydnoroideae) až po přibližně 40 (některé podražce). Někdy srůstají se čnělkami v tzv. gynostemium. Gyneceum je synkarpní, u rodu Lactoris ale srůstají plodolisty jen ve spodní části, saruma má gyneceum zcela apokarpní. Semeník může být svrchní (Lactoris) až zcela spodní (podražcové). Květy podražců a hydnor během samičí fáze kvetení vězní opylovače v květu, teprve po dozrání pylu opylovač může uniknout, přičemž se obalí pylem. Opylovači jsou často dvoukřídlí (podražce) či brouci (Hydnoroideae), Lactoris je (patrně) větrosprašný. Květy mohou skládat hroznovitá i vrcholičnatá květenství, nebo jsou jednotlivé. 

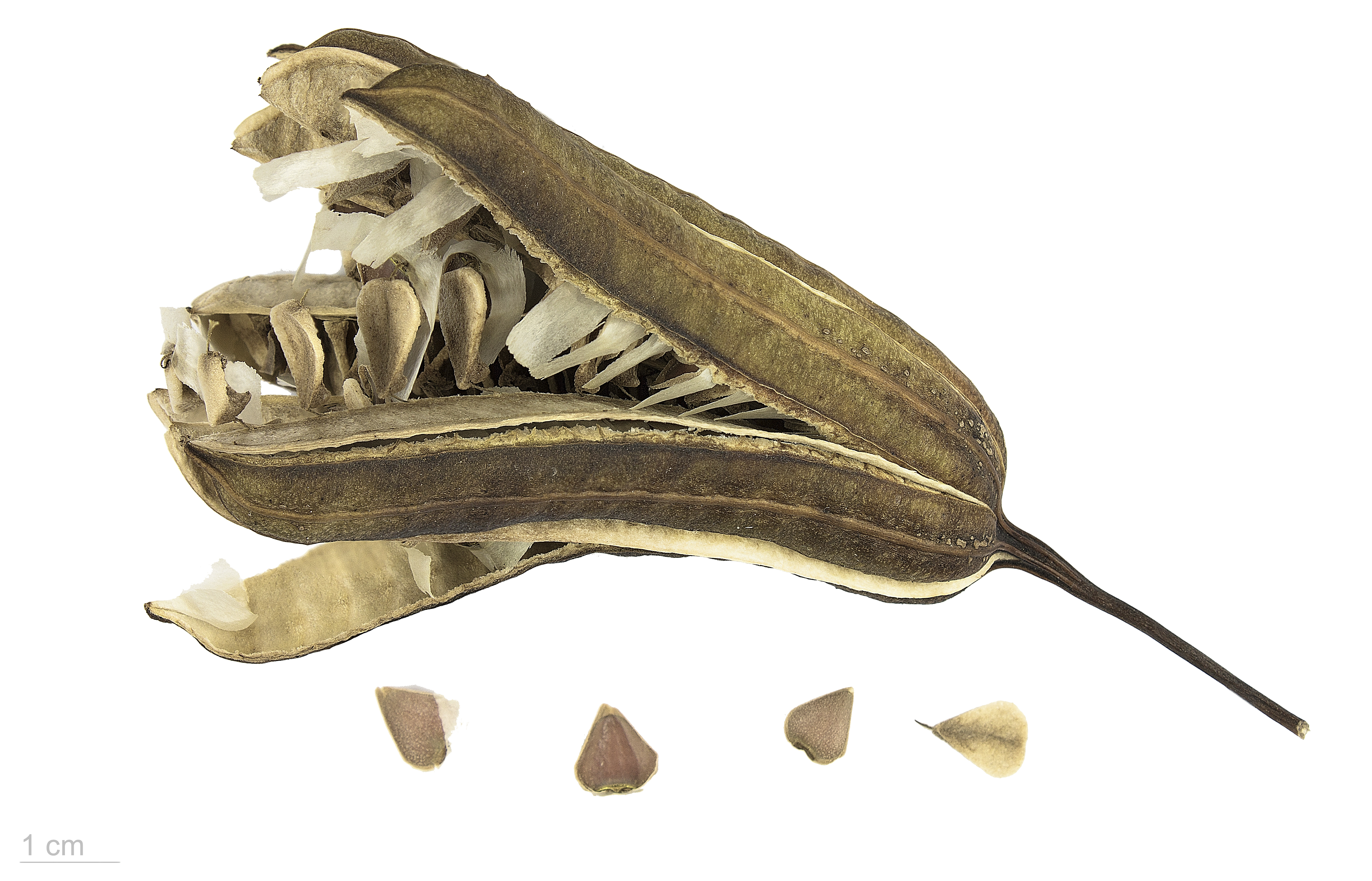
Tobolka podražce A. macrophylla

Plodem podražcovitých může být tobolka (většina podražcových a kopytníkových), ale i bobule (Hydnoroideae) či měchýřky (Saruma, Lactoris). Také co se týče listů, je čeleď podražcovitých rozmanitá: tradiční podražcovité mají listy jednoduché, střídavé, řapíkaté, často s dlanitou žilnatinou, bez palistů. Drobné listy rodu Lactoris jsou obvejčité s nezřetelným řapíkem, zato s dobře vyvinutými palisty. Zástupcům podčeledi Hydnoroideae listy zcela chybí, jsou to nezelené podzemní vytrvalé parazitické byliny. Vytrvalé byliny jsou i kopytníkové, mezi podražcovými najdeme i keře, přímo do rodu podražec patří mnoho bylinných nebo častěji dřevnatých lián. Lactoris je keřík.
Zástupci podčeledi podražcové jsou často jedovatí, protože obsahují mimo jiné toxickou kyselinu aristolochovou. Listy tropických druhů bývají pojídány housenkami otakárkovitých motýlů, které mají k aristolochové kyselině toleranci a její akumulace v těle je činí jedovatými pro predátory. V přírodě ČR je podražec křovištní živnou rostlinou housenek pestrokřídlece podražcového.

## Rozšíření, diverzita

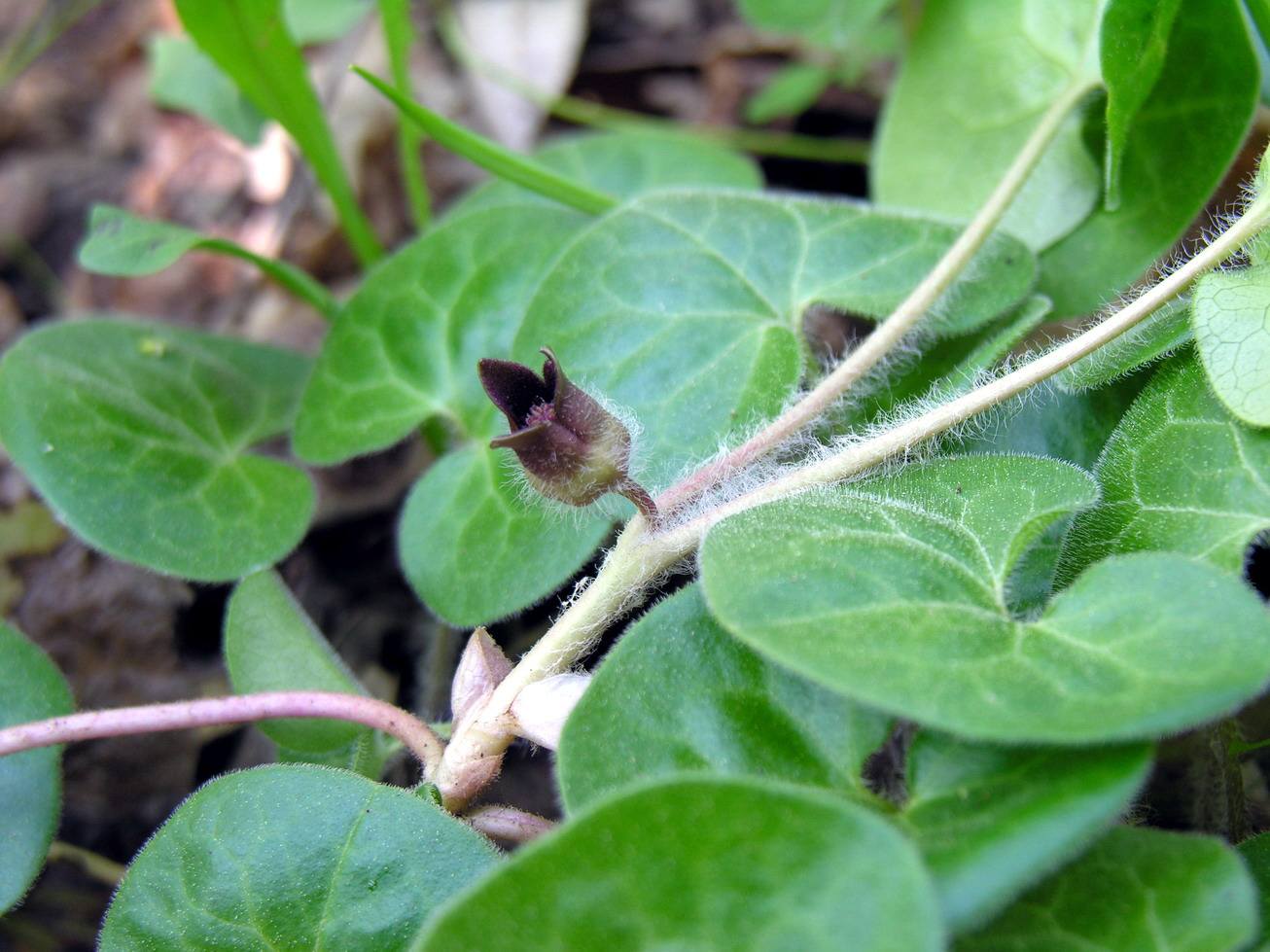
Nenápadně kvetoucí kopytník evropský

Rody podčeledi kopytníkové jsou rozšířeny v oblastech severní polokoule s mírným až chladným klimatem. Saruma zahrnuje jediný čínský druh Saruma henryi, kopytníky v počtu více než 100 druhů rostou v Eurasii a Severní Americe. Centrum diverzity rodu je východní Asie. Lactoris fernadeziana je endemit na ostrovech Juana Fernándeze. Hydnoroideae jsou rodem Hydnora s asi 8 druhy zastoupeny zejména v Africe, na Madagaskaru a na jihu Arabského poloostrova. Jiho- a středoamerický rod Prosopanche zahrnuje asi 4 druhy. Co se týče podražcových, jejich rod Thottea s více než 40 druhy roste v jihovýchodní Asii, velmi početný (přes 400 druhů) rod podražec roste cirkumtropicky a menším počtem druhů zasahuje i do mírných klimatických pásů.
Ve flóře Česka je čeleď zastoupena dvěma původními druhy, celkem hojným lesním kopytníkem evropským (Asarum europaeum), a vzácnějším teplomilným podražcem křovištním (Aristolochia clematitis). Některé další druhy podražců, např. p. velkolistý (A. durior), se pěstují jako okrasné liány.